# Rue la Tour-d'Auvergne
Pour les articles homonymes, voir Rue de La Tour-d'Auvergne.
La rue la Tour-d'Auvergne est une voie publique de Nantes, en France.

## Situation et accès
Située dans le quartier de l'île de Nantes, cette artère rectiligne, longue d'environ 900 mètres, qui est bitumée et ouverte à la circulation routière, relie le boulevard Léon-Bureau au quai Hoche. Elle rencontre successivement la place Albert-Camus, les rues Arthur-III et Léon-Durocher, les allées Louise-Bourgeois et Frida-Kahlo, les rues des Ferblantiers, de l'Île-Mabon, Julien-Le-Panse, de la Savonnerie, la place François-II, le passage de l'Imprimerie, ainsi que les rues Louis-Blanc et Michel-Columb.

## Origine du nom
La voie rend honneur à Théophile-Malo de La Tour d'Auvergne-Corret, militaire français, premier grenadier des armées françaises.

## Historique
L'aménagement de la rue, sur des terrains concédés par un propriétaire privé, fut décidé en 1841. Il faut attendre le 12 octobre 1861 pour qu'elle soit classée dans le domaine public.
Le côté nord de l'artère, entre la rue Arthur-III et la rue de l'Île-Mabon, est occupé par l'ancien site de l'usine Alsthom, et notamment la halle no 6. Comme l'ensemble des bâtiments de ce site, celle-ci doit être réhabilitée. Scindés en deux parties, séparéspar une voie piétonne, les deux édifices ainsi constitués doivent accueillir : d'une part, un pôle universitaire dédié aux cultures numériques ; et d'autre part, un hôtel d'entreprises et une cantine numérique. Une seconde voie piétonne qui débouchera sur la rue, doit séparer la halle no 6 des halles nos 1 et 2, lesquels doivent regrouper les acteurs du pôle d'animation économique comme l'équipe du cluster du quartier de la Création. L'ensemble des halles ainsi rénovées doivent livrées en 2017.

## Rue latérale

### Allée Louise-Bourgeois
Localisation : 47° 12′ 22″ N, 1° 33′ 40″ O
Cette voie piétonne couverte relie le rue la Tour-d'Auvergne à l'allée Niki-de-Saint-Phalle, a été baptisée le 7 octobre 2016 du nom de Louise Bourgeois, sculptrice et plasticienne française, naturalisée américaine.